# Кавнокса
Кавнокса — река в России, протекает в Вологодской области, в Сокольском районе. Устье реки находится в 89 км по левому берегу реки Двиница. Длина реки составляет 13 км. 
Исток реки находится в 8 км на северо-запад от Воробьёво и в 48 км к северо-востоку от города Сокол. Кавнокса течёт на юго-запад по лесистой, частично заболоченной местности. Крупных притоков и населённых пунктов нет.

## Данные водного реестра
По данным государственного водного реестра России относится к Двинско-Печорскому бассейновому округу, водохозяйственный участок реки — Северная Двина от начала реки до впадения реки Вычегда, без рек Юг и Сухона (от истока до Кубенского гидроузла), речной подбассейн реки — Сухона. Речной бассейн реки — Северная Двина.
По данным геоинформационной системы водохозяйственного районирования территории РФ, подготовленной Федеральным агентством водных ресурсов: 
- Код водного объекта в государственном водном реестре — 03020100312103000007124
- Код по гидрологической изученности (ГИ) — 103000712
- Код бассейна — 03.02.01.003
- Номер тома по ГИ — 03
- Выпуск по ГИ — 0